# Àlex Gadea
Alejandro Gadea García-Rojo, conegut com a Álex Gadea (Alzira, 22 de juliol de 1983) és un actor valencià de teatre, cinema i televisió.

## Biografia
Alejandro Gadea García-Rojo va nàixer a València el 22 de juliol de 1983, i va viure a Alzira, capital de la Ribera Alta fins als 18 anys. Va ser a l'institut José María Parra d'Alzira quan va començar a tindre contacte amb el teatre quan cursava l'educació secundària amb 16 anys. Quan va complir els 18 anys, es va traslladar a Madrid per a cursar els estudis d'Art Dramàtic després d'un curs d'un any en l'ESAC (Escola de l'actor) de València.

## Carrera
Va començar a treballar poc després d'eixir de l'institut fent teatre en sales off i incursions en televisió, spots publicitaris de diferents marques (Skoda, Coca-Cola), personatges episòdics en sèries com El Comisario, Cazadores de hombres, la Lola i Hospital Central. i el seu primer paper protagonista en tv, Adrenalina, una TV movie coproducció de RTVE i TV3 (2007).
L'any 2009 va protagonitzar a la televisió valenciana (Canal 9) la sèrie L'Alqueria Blanca, una de les sèries autonòmiques amb més èxit dels últims anys, on va interpretar al personatge de Diego Sanchis. Aquest treball li va atorgar el Premi Berlanga com a Millor Actor Revelació, l'any 2010.
No va ser fins a l'any 2011 quan li va arribar el reconeixement popular en l'àmbit nacional amb el paper protagonista de Tristán Castro Montenegro, en la sèrie El secreto de Puente Viejo, d'Antena 3. Va estar a la sèrie fins a l'any 2013 després de dos anys i mig de gravació i va començar la gira nacional amb l'obra de teatre Los justos d'Albert Camus.
En 2014 va començar el rodatge de la sèrie Ciega a Citas que s'emetia en Cuatro on va interpretar el paper de Sergio Feo. En 2015, s'estrenà la sèrie de Bambú i RTVE Seis hermanas, on va interpretar el paper del doctor Cristobal Loygorri.
A més, l'any 2017, Àlex va començar un projecte de teatre en el paper de Christian Neuvillete, en Cyrano de Bergerac de Edmond Rostand. Junt amb la gira teatral, Àlex es va unir al ventall de la sèrie d'Antena 3, Tiempos de guerra, donant vida a Andrés, un oficial de l'exèrcit espanyol que abandona Madrid per combatre al Nord d'Àfrica.
En juny de 2018, l'actor va aparèixer en un thriller eròtic creat per a la plataforma Movistar, anomenat Instinto. En setembre del mateix any comença a rodar la sèrie d'Antena 3, Toy Boy.
Actualment és el protagonista de la sèrie de RTVE Historias de Alcafran, interpretant el paper d'alex Subirachs.

## Projectes
Àlex col·labora des de 2008 amb l'ONG Intermon Oxfam amb la qual ha realitzat diverses campanyes. També ha aparegut donant suport a altres causes com Save The Artic, visitant la casa Ronald Mcdonals o la fundació l'Arca de Noe.
Al desembre de 2013, l'actor va participar en l'associació A.U.P.A dedicada al cuidat dels gossos abandonats i a promoure la seva adopció.

## Filmografia

### Sèries
| Any         | Títol                      | Personatge                        | Cadena    | Dades        |
| ----------- | -------------------------- | --------------------------------- | --------- | ------------ |
| 2007        | El comisario               | -                                 | Telecinco | 2 episodis   |
| 2008        | Hospital Central           | Miguel Mora                       | Telecinco | 4 episodis   |
| 2008        | Cazadores de hombres       | -                                 | Antena 3  | 1 episodi    |
| 2009        | Lalola                     | Luis                              | Antena 3  | 2 episodis   |
| 2009 - 2011 | L'Alqueria Blanca          | Diego Sanchis                     | Canal Nou | 88 episodis  |
| 2011        | Los protegidos             | -                                 | Antena 3  | 1 episodi    |
| 2011 - 2013 | El secreto de Puente Viejo | Tristán Ulloa Montenegro          | Antena 3  | 666 episodis |
| 2014        | Ciega a citas              | Sergio Feo                        | Cuatro    | 140 episodis |
| 2014        | Guiris Guiris              | -                                 | -         | 1 episodi    |
| 2015 - 2017 | Seis hermanas              | Cristóbal Manuel Loygorri del Amo | RTVE      | 489 episodis |
| 2017        | Tiempos de guerra          | Andrés Pereda                     | Antena 3  | 13 episodis  |
| 2019        | Instinto                   | Raúl Pascual                      | #0        | 5 episodis   |
| 2019        | Toy Boy                    | Mateo Medina de Solís             | Antena 3  | 13 episodis  |
| 2020        | Historias de Alcafrán      | Alejandro "Álex" Subirachs        | RTVE      | 5 episodis   |

### Cinema
| Año  | Pel·lícula             | Direcció                              | Personatge   | Producció                    |
| ---- | ---------------------- | ------------------------------------- | ------------ | ---------------------------- |
| 2025 | La viuda negra         | Carlos Sedes                          | Antonio      |                              |
| 2011 | El Nuevo Orden         | José Luis Valdivia                    | Protagonista | Ventura Films                |
| 2007 | Adrenalina (Telefilme) | Ricard Figueras y Joseph Johnson Camí | Álex         | In Vitro Films y Conta Conta |

### Curtmetratges
| Any  | Títol                        | Direcció                      | Personatge   | Producció                   |
| ---- | ---------------------------- | ----------------------------- | ------------ | --------------------------- |
| 2014 | Cocote (Historia de un perro | Pacheco Iborra                | Señor        | Odessa Films                |
| 2013 | Valentina                    | Moisés Romera y Marisa Crespo | Toni         | Proyecta Films              |
| 2013 | On Fire                      | Alberto Evangelio             | Álex Pereira | Valentia Records & Beniwood |
| 2012 | El carnicero                 | Tonet Ferrer                  | -            | Innova Art                  |
| 2012 | Manuel Cuesta: hay una luz   | -                             | Álex Gadea   | -                           |
| 2009 | Turno de noche               | Víctor Palacios               | Gaby         | Beniwood Producciones       |

### Teatre
| Any         | Títol                  | Autor                 | Direcció                 | Companyia                           |
| ----------- | ---------------------- | --------------------- | ------------------------ | ----------------------------------- |
| 2020 - 2021 | Mariana Pineda         | Federico García Lorca |                          |                                     |
| 2020        | Cyrano de Bergerac     | Edmond Rostand        | Alberto Castrillo-Ferrer | Rovima Producciones Teatrales       |
| 2013 - 2014 | Los justos             | Albert Camus          | Javier Hernández-Simón   | Compañía 611,Sala Mirador           |
| 2013        | Un cuento para adultos | Yassin Serwan         | Yassin Serwan            | Compañía Ítaca, Sala Mirador        |
| 2008        | Hasta que oscurezca    | -                     | José Burgos y Kim Warsen | Sala Mirador                        |
| 2008        | Desde arriba           | -                     | Paloma Montoro           | Sala Tarambana                      |
| 2006        | Beauty                 | -                     | Pedro Berdayes           | Sala Cuarta Pared                   |
| 2005        | Nostalgia del Mar      | -                     | Paloma Montoro           | Sala Fernando de Rojas              |
| 2003        | Pan de ayer            | -                     | -                        | Compañía La Marabunta, Sala El Soho |
| 2002        | A veces pasa           | -                     | Ricardo Herrero          | -                                   |
| 2002 - 2006 | Katarsis del tomatazo  | -                     | Cristina Rota            | Sala Mirador                        |
| 2000        | Soledad de un poeta    | Lecturas dramáticas   | -                        | Compañía Algarabía                  |

### Publicitat
- Coca Cola Light spot publicitari, producció "Sesión Continua".
- Skoda Fabia spot publicitari, producció "Arena Shorts".

### Televisió
- C'è posta per te en Canale 5 Invitat Especial
- Ahora caigo en Antena 3 Invitat especial

## Premis
| Any  | Premi                          | Categoria              | Sèrie                      |
| ---- | ------------------------------ | ---------------------- | -------------------------- |
| 2010 | III Premios García Berlanga    | Millor actor revelació | L'Alqueria Blanca          |
| 2012 | Premios Magazine Estrella 2011 | Premi del públic       | El secreto de Puente Viejo |
| 2013 | European Soap Fan Day 2013     | Millor actor estranger | El secreto de Puente Viejo |